# Distretto di Chimban
Il distretto di Chimban è uno dei diciannove distretti  della provincia di Chota, in Perù. Si trova nella regione di Cajamarca e si estende su una superficie di 198,99 chilometri quadrati.

Istituito il 21 ottobre 1942, ha per capitale la città di Chimban; al censimento 2005 contava 2.842 abitanti.